# Kirchenbunker

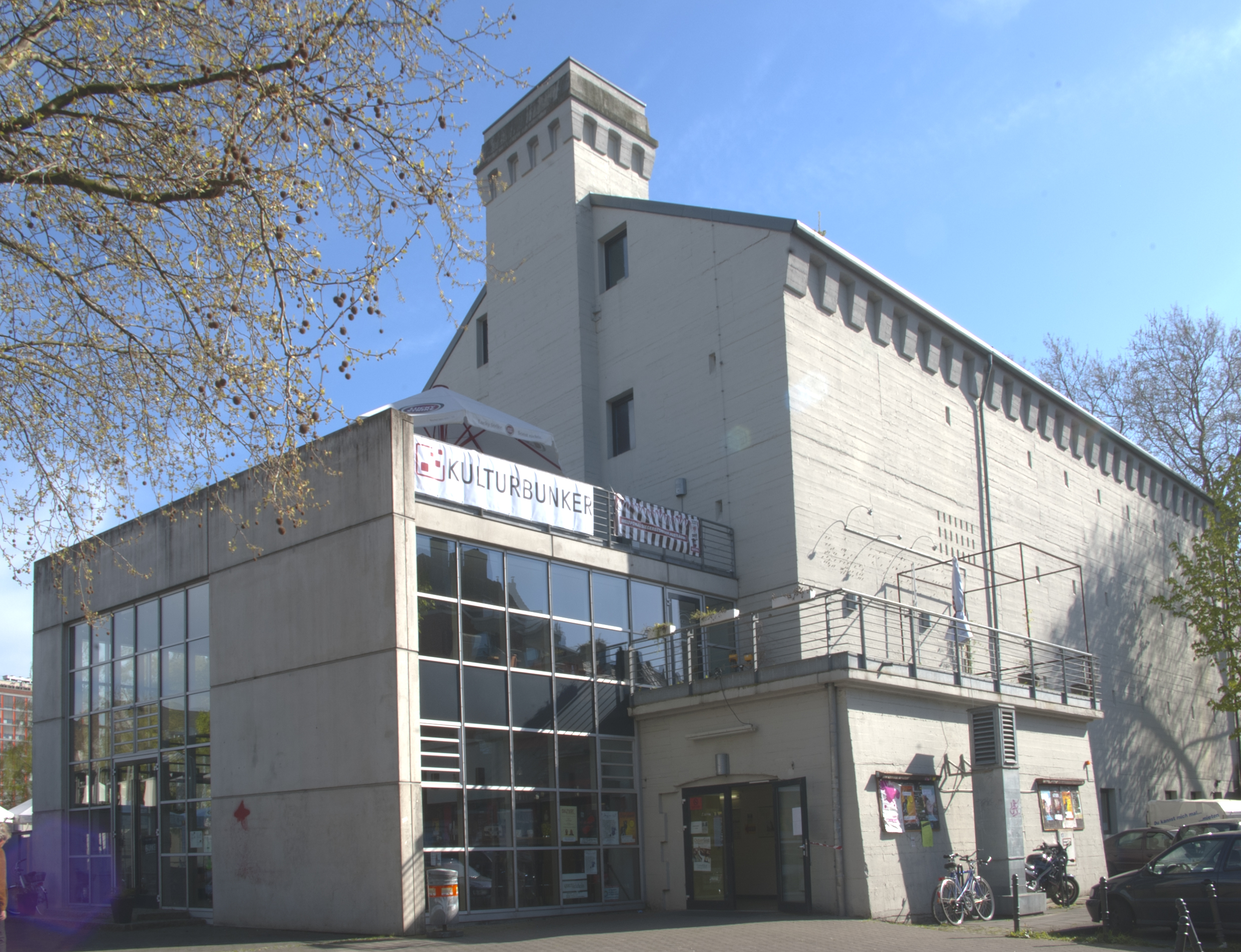
Kirchenbunker in Köln-Mülheim im Sommer 2013

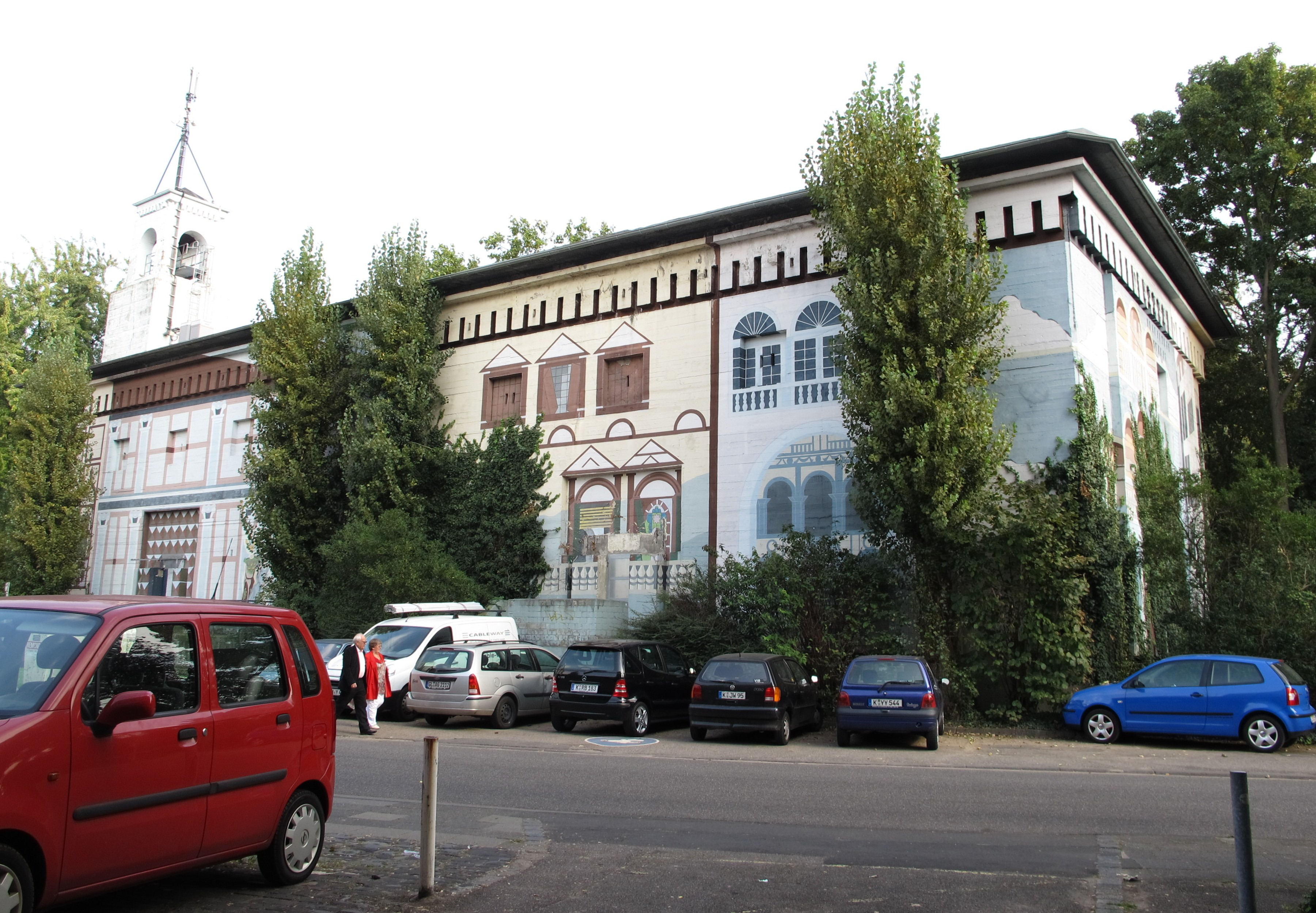
Kirchenbunker in Köln-Deutz im Jahr 2011

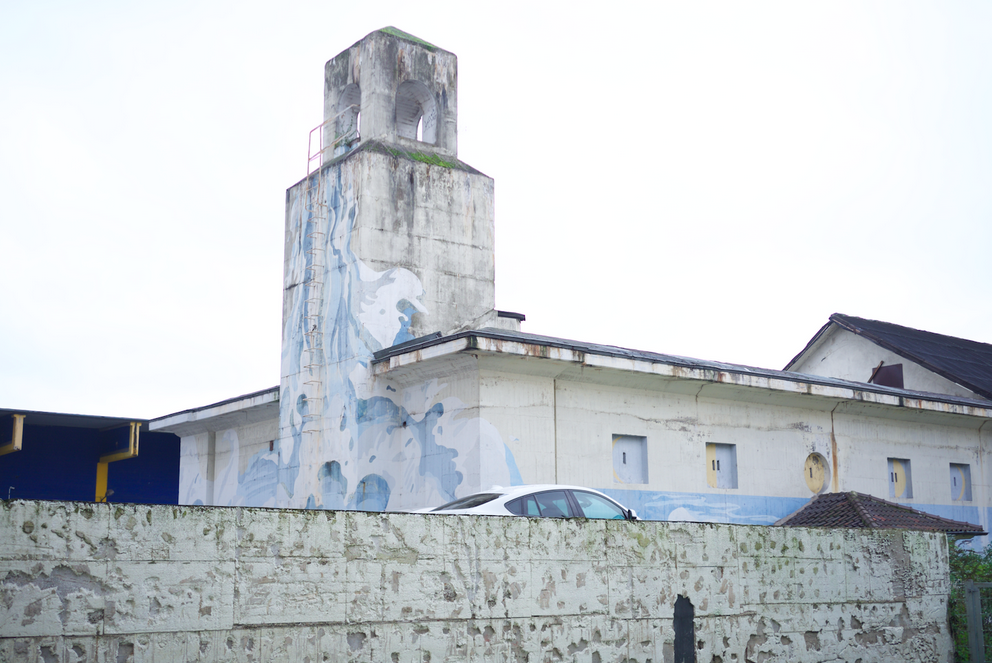
Kirchenbunker in Köln-Raderberg im Jahr 2019

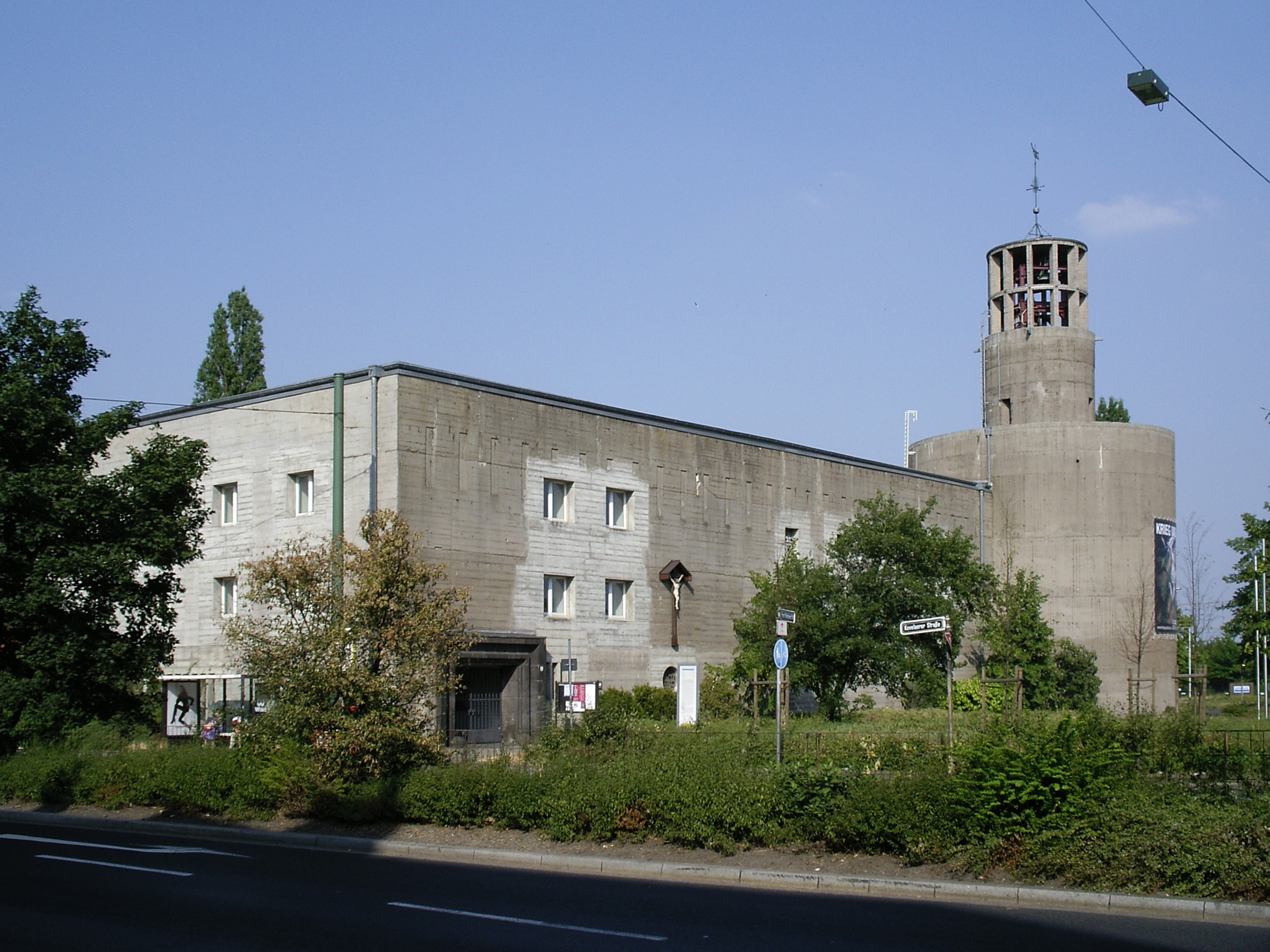
Zur Kirche umgewidmeter Kirchenbunker in Düsseldorf-Heerdt im Sommer 2006

Als Kirchenbunker werden Hochbunker bezeichnet, die architektonisch Kirchengebäuden nachempfunden sind. Diese Bunker entstanden 1941 und 1942 im Rahmen des Führer-Sofortprogramms zum Bau von Luftschutzbunkern in deutschen Städten. Kirchenbunker existieren in Köln und Düsseldorf.
Die besondere Form dieser Bunker sollte einerseits durch Tarnung das Bauwerk vor gezielten Luftangriffen schützen, zum anderen eine bessere architektonische Integration der Bunker in das städtische Umfeld ermöglichen.
Die drei heute noch in Köln stehenden Kirchenbunker wurden von dem Architekten Hans Schumacher entworfen und 1942 errichtet:
- Hochbunker, Berliner Straße 20 in Köln-Mülheim: angedeutetes Satteldach, wird heute als Kulturbunker Köln-Mülheim genutzt.

- Hochbunker, Helenenwallstraße 21–29 in Köln-Deutz: Flachdach, mit zahnschnittartigen Dekorationselementen, heute mit Scheinarchitekturbemalung. Objekt steht seit 1. Juli 1980 unter Denkmalschutz.

- Hochbunker, Marktstraße 6c in Köln-Raderberg: ausgestaltet mit Eckrisaliten, Turmlaterne und zwei Portalvorbauten mit trichterförmigen Eingängen. Seit dem 1. Juli 1980 denkmalgeschützt.

Diese Hochbunker waren mehrgeschossig, die Nutzfläche betrug je um 1500 Quadratmeter und bot bis zu 2500 Schutzsuchenden Platz. Die Bauvorschriften gaben die genutzte rechteckige Grundform vor. Die Gebäude erhielten einen charakteristischen Turmanbau an der Giebelseite, der durch integrierte Lüftungsöffnungen auch zur Sauerstoffversorgung des Inneren genutzt wird. Die Bunker haben unterschiedliche Dächer, Türme und der an der Fassade gezeigte Schmuckelemente, erhielten neben Blendfenstern (oft mit Lüftungsschlitzen) aber immer einen Zinnenfries unterhalb des vorkragenden Daches.
In Düsseldorf stehen ebenfalls drei Kirchenbunker:
- Hochbunker Pastor-Klinkhammer-Platz 1, Kevelaerer Straße 24 in Düsseldorf-Heerdt: Typbezeichnung „LS 13“[5] Architekt: Philipp Wilhelm Stang. Das Gebäude besteht aus einem quaderförmigen Baukörper mit einem tonnenförmigen Anbau an der Südostseite und sollte nach dem Krieg als Parkhaus genutzt werden. Der Bunker wurde aber ab 1947 auf Betreiben von Carl Klinkhammer zur Kirche umgebaut und steht unter Denkmalschutz. Sie wurde bis 2018 als römisch-katholische Kirche St. Sakrament genutzt. Seither ist sie Teil des Gemeindezentrums St. Marien der koptisch-orthodoxen Gemeinde Düsseldorf.[6].

- Hochbunker Möhkersgäßchen 11 in Düsseldorf-Hamm: dieser Bunker soll 2019 teilweise abgerissen werden.[7]

- Hochbunker Gather Weg 98 in Düsseldorf-Lierenfeld: wird heute als Musikbunker Gatherweg genutzt.